# Barrière de Paris
La barrière de Paris (en occitan : barrièra de París) est une voie de Toulouse, chef-lieu de la région Occitanie, dans le Midi de la France.

## Situation et accès

### Description
La barrière de Paris est une voie publique. Elle se situe à la limite entre le quartier des Minimes, au sud, et le quartier Barrière-de-Paris, au nord.

### Voies rencontrées
La barrière de Paris rencontre les voies suivantes, dans l'ordre des numéros croissants :
1. Avenue des États-Unis
2. Avenue de Fronton
3. Rue Frédéric-Bérat
4. Boulevard Pierre-et-Marie-Curie
5. Avenue des Minimes
6. Boulevard Silvio-Trentin

### Transports
La barrière de Paris est desservie par la ligne de métro  à la station Barrière-de-Paris. Elle est par ailleurs traversée par les lignes de bus 152941110. Elle est enfin desservie par les lignes 351352372377848 du réseau régional LiO.

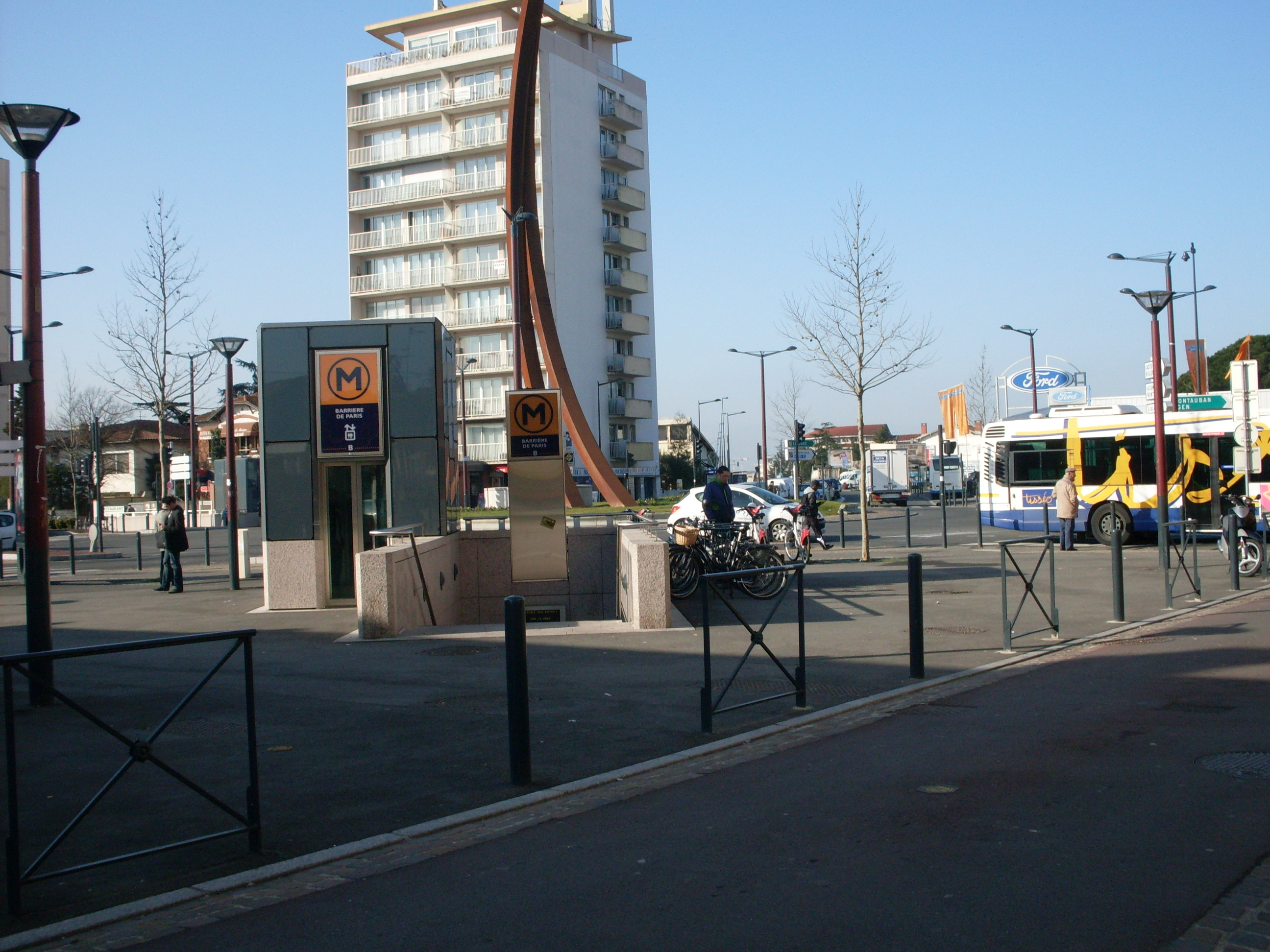
L'accès principal accès à la station Barrière-de-Paris.
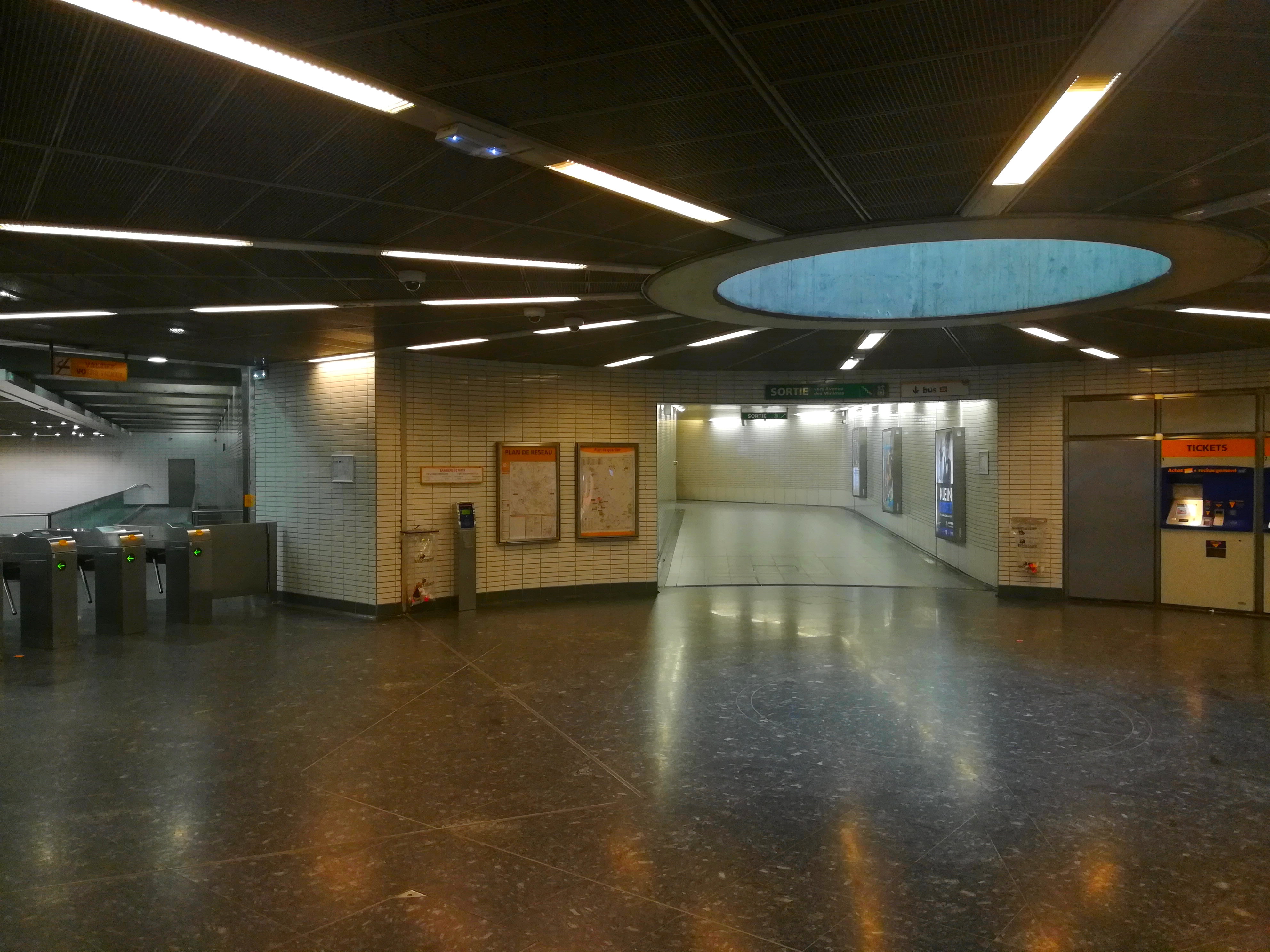
La salle des billets.
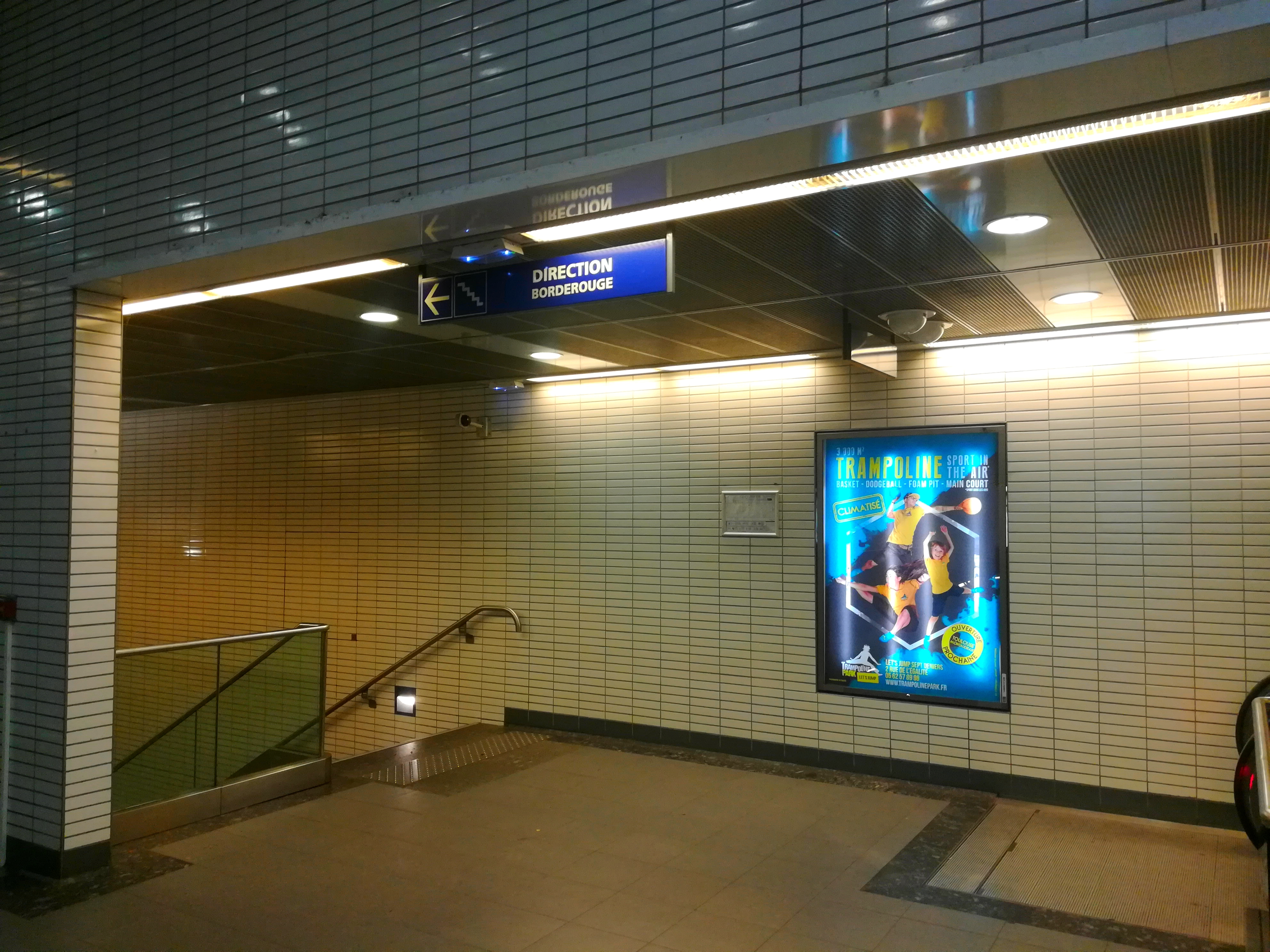
Un escalier d'accès au quai direction Borderouge.

La place est également équipée d'une station de vélos en libre-service VélôToulouse : la station no 125 (barrière de Paris).

## Odonymie
Le nom de la place est lié à la présence d'une « barrière » dans la limite de l'octroi au XIXe siècle. Elle fut établie en 1856 au nord du faubourg des Minimes (actuels boulevards de Suisse, Silvio-Trentin et Pierre-et-Marie-Curie). À partir de la barrière d'octroi, l'avenue des Minimes était prolongée au nord par la route de Paris (actuelle avenue des États-Unis), ainsi nommée puisqu'elle était une partie de la route nationale no 20, qui allait de Paris à Toulouse, puis à Bourg-Madame, à la frontière espagnole.
La place a par ailleurs donné son nom au quartier qui s'étend au nord, jusqu'aux quartiers de Lalande et des Izards.

## Histoire
La place a abrité :
- le bureau d'octroi lorsqu'il a été déplacé depuis le pont des Minimes, en 1856, pour faire face à l'agrandissement de la ville[3].
- un terminus de l'Ancien tramway de Toulouse [3]

Le bureau d'octroi était adjoint d'un mur d'enceinte s'étendant le long de l'actuel boulevard Silvio-Trentin.
En raison de l'implantation de la station de métro lors de la création de la Ligne B, la place est largement transformée.

## Patrimoine et lieux d'intérêt

### Œuvre publique
- 2 arcs de 135,5° et 100,5° 
L'œuvre est inaugurée en juin 2007, au centre de la barrière de Paris, à la suite de la commande de Tisséo-SMTC, dans le cadre du 1 % artistique. Elle est réalisée par Bernar Venet, artiste plasticien français réputé pour ses sculptures conceptuelles en acier[4]. 
Le monument est en acier Corten, un acier auto-patiné à corrosion superficielle, choisi pour son aspect brut, mais aussi pour ses tonalités chromatiques changeantes. Il est composé de deux arcs d'environ 25 mètres, de 135,5° et 100,5°, dressés verticalement, qui se croisent dans leur partie la plus élevée[5]. Elle représente une vision symbolique de la modernité de la ville[6].